# Ач, Агостон
Агостон Ач (венг. Ács Ágoston; 25 июня 1889, Будапешт — 1947, там же) — венгерский живописец; основной темой его работ были пейзажи с деревенским бытом.

## Биография и творчество
Агостон Ач родился в Будапеште 25 июня 1889 года; он изучал живопись и ювелирное дело в будапештской Школе прикладного искусства, где обучался у Иштвана Гроха (Gróh István) и Саму Хибьяна (Hibján Samu). В процессе обучения выяснилось, что — по состоянию здоровья — он должен был отказаться от изучения ремесла ювелирного мастера; в результате Агостон Ач полностью посвятил себя живописи. Некоторые его работы принимали участия в показах в выставочном зале «Мючарнок».
Известность Ача достигло своего пика в период между Первой и Второй мировыми воинами — в 1930-е годы. Основными темами его работ были пейзажи с фигурами людей: данные картины отражали интерес художника как к Венгрии в целом, так и к крестьянам страны (деревенской жизни). С 1939 года работы Ача стали выставляться в Художественной галерее в Будапеште. К наиболее известным картинам Агостона Ача относятся: «Швеи», «Крестьянская жизнь», «Разговор во дворе», «Послеобеденный отдых во дворе», «Вторая половина дня», «Деревенский двор», «Шествие», «Девушки на солнечном крыльце» и другие полотна.